# Wallfahrtskirche zu Unserer Lieben Frau (Bobingen)

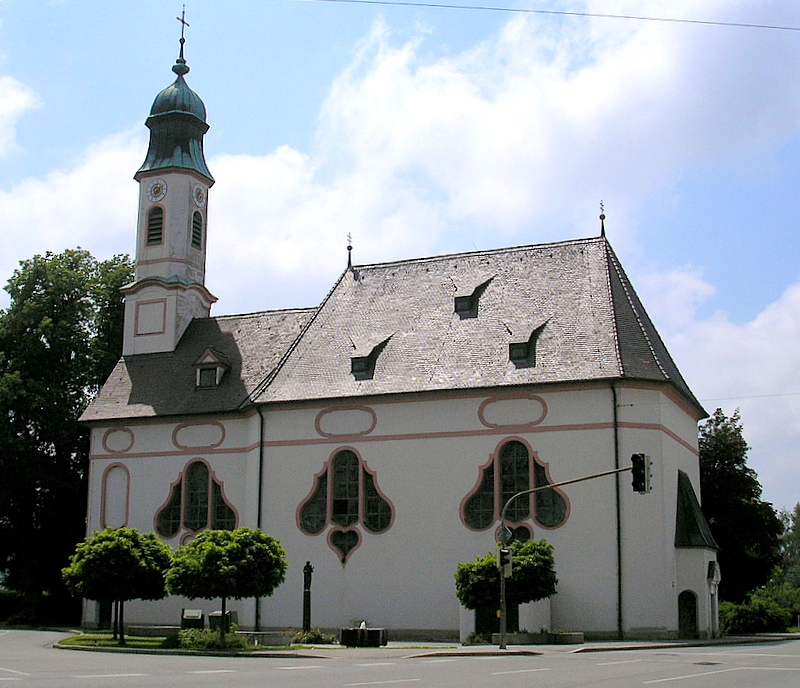
Gesamtansicht von Norden

Die Wallfahrtskirche zu Unserer Lieben Frau liegt am südlichen Ortsrand von Bobingen im Landkreis Augsburg in Schwaben. Das Gotteshaus gilt als eine der bedeutendsten Raumschöpfungen des 18. Jahrhunderts im Augsburger Umland.

## Geschichte

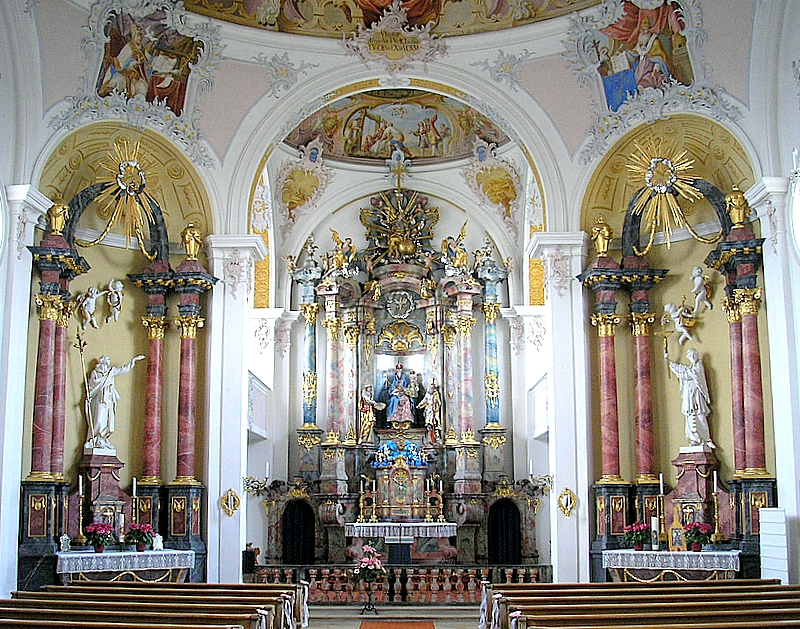
Chor und Seitenaltäre

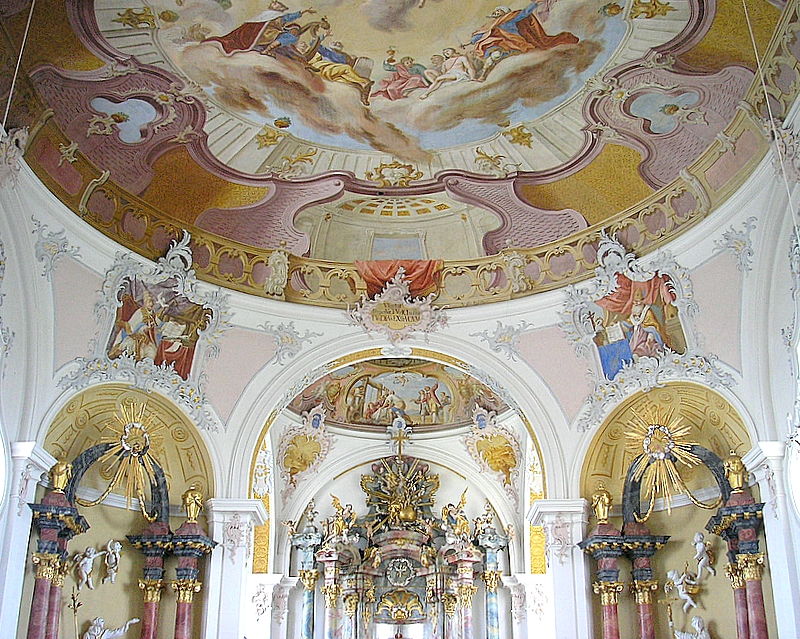
Blick ins Gewölbe

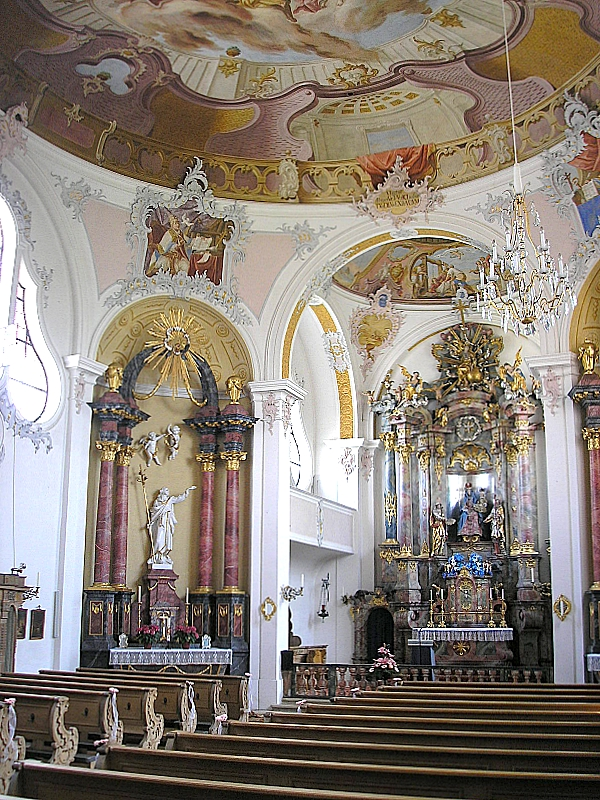
Schrägblick in den Kirchenraum

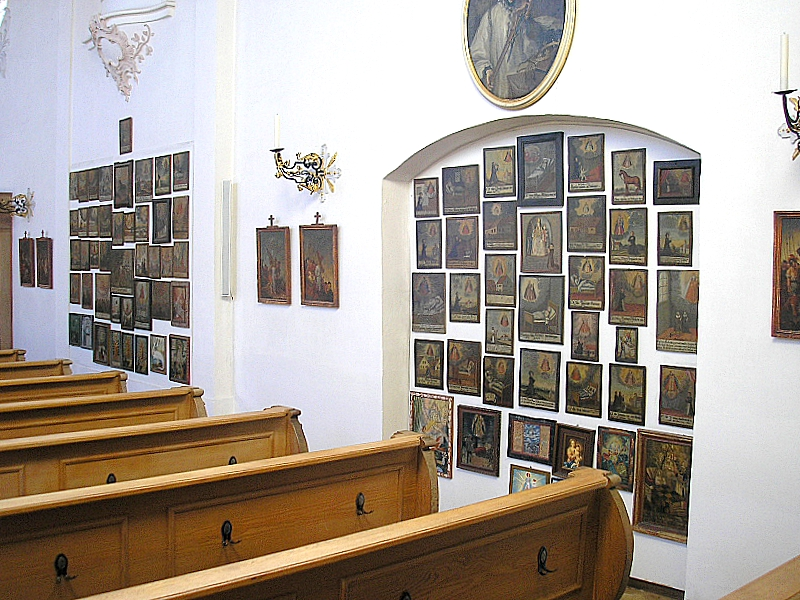
Votivbilder an der Südwand des Langhauses

Der Neubau von 1749/1751 ersetzte eine ältere Kapelle, die 1472 erstmals erwähnt wurde. Als ausführender Architekt ist Franz Kleinhans überliefert.
Einige Votivtafeln des frühen 19. Jahrhunderts zeigen den einfachen Vorgängerbau mit seinem Satteldach, einem Turm und halbrunden Anbau. Diese Kapelle wurde 1726 als baufällig beschrieben. 1748 entwarf Franz Kleinhans aus Unterpinswang in Tirol die Pläne für eine moderne Wallfahrtskirche. Der alte Turm sollte jedoch übernommen werden. Der projektierte Bau erinnert stark an die Pfarrkirche in Kleinhans’ Heimatort Unterpinswang. Diese Kirche entstand von 1725 bis 1727 nach Plänen Johann Georg Fischers aus Füssen, bei dem Kleinhans sein Handwerk erlernt hatte.
Der Entwurf wurde zunächst aus Kostengründen vom bischöflichen Pflegamt zurückgewiesen. Die alte Kapelle sollte nur repariert und erweitert werden. 1749 genehmigte man dann allerdings einen vollständigen Neubau, der jedoch nach veränderten, nicht erhaltenen Plänen ausgeführt wurde. Dieser Kirchenbau wurde 1750 bis 1751 aufgerichtet. Die Kosten beliefen sich auf etwa 10 000 Gulden. Der alte Turm verschwand vollständig und wurde durch den dachreiterartig über der Ostfassade aufsteigenden Turm ersetzt. Auch der abgeänderte Plan lässt die Abhängigkeit des Tirolers von seinem Lehrmeister und der Füssener Bauschule erkennen.
Die Ausmalung wurde dem Dillinger Meister Vitus Felix Rigl übertragen. Ursprünglich war jedoch Johann Georg Lederer aus Augsburg für den Auftrag ausgewählt worden.  Die Altäre arbeitete der Gögginger Kistler Philipp Jakob Einsle.
Eine erste Sanierung der Frauenkirche fand 1860 statt. 1934 entfernte man einige Ausstattungsstücke und Umgestaltungen des 19. Jahrhunderts und renovierte den Raum. Im Folgejahr wurde auch das Äußere saniert. 1939 entstand das kleine Vorzeichen (Vorbau) im Westen (German Bestelmeyer), durch das man seitdem in Kirchenbau gelangt. Ein älteres Vorzeichen war bereits im 19. Jahrhundert abgebrochen worden.
Unter Pfarrer Konrad Lachenmayr begann 1974 eine umfassende Wiederherstellung des ursprünglichen Zustandes der Frauenkirche. In diesem Jahr wurde das aus Steingaden stammende Gnadenbild restauriert und neu eingekleidet. Im Zuge dieser Maßnahmen wurde aus Sicherheitsgründen im Norden ein zweiter Eingang mit einem Vorzeichen eingebaut. Dieser Eingriff wurde durch die vorbeiführende Staatsstraße notwendig. Die Nähe der Straße zum alten Eingang führte besonders vor und nach den Gottesdiensten immer wieder zu gefährlichen Situationen.
Außerhalb der Gottesdienstzeiten betritt man das Gotteshaus weiterhin durch das westliche Vorzeichen. Unter der Empore verwehrt allerdings ein Gitter den weiteren Eintritt.

## Beschreibung
Die ehemals freistehende Wallfahrtskirche wird heute von moderner Bebauung umgeben. An das einachsige, eingezogene Chorquadrat mit der Sakristei schließt sich der rechteckige Saal des Langhauses an. Die Langhausecken sind abgeschrägt, im Westen ist das schmale moderne Vorzeichen angefügt.
Der Innenraum wird von dreiteiligen, geschweiften Fenstergruppen belichtet. Zusätzlich durchbrechen kleine, herzförmige Fensteröffnungen das Mauerwerk unter den Mittelfenstern des Langhauses. Am reichsten ist die Ostfassade gegliedert. Drei hochovale Fenster sitzen in hohen  Blenden zwischen kleineren Fensteröffnungen. Die Mittelnische am Turm ist zu einer Flachnische mit geschwungenem Gesims verbreitert. Der schlanke Turm mit seiner hohen, geschweiften Haube springt nur etwa 20 Zentimeter aus der dreiachsigen Mauerflucht.
Das breite Gesimsband mit seinen Querblenden erinnert an die Kirchenbauten Johann Georg Fisches. Auf die Füssener Bauschule weist auch das erniedrigte Satteldach über dem Chor. Das Langhaus wird von einem hohen Walmdach geschützt.

### Innenraum
Das zweiachsige Langhaus wird von einer ovalen Flachkuppel überspannt und durch Pilaster gegliedert, die an den Nischen der ausgerundeten Ecken über Eck gestellt wurden. Im Westen schwingt eine doppelgeschossige Empore auf korinthischen Säulen in den Raum.
Der Chorraum ist um zwei Stufen gegenüber dem Langhaus erhöht und um die östlich angebaute Sakristei verkürzt. Eine kreisrunde Laternenkuppel überdeckt das Presbyterium.
Die Stuckaturen von 1750/1751 bestehen hauptsächlich aus weißgrau gefassten (bemalten) Rocaillen und Rocaillenkartuschen. Die Untergründe sind weiß und hellrosa gestrichen.
Das große Hauptfresko im Langhaus versinnbildlicht die Unbefleckte Empfängnis. Im Zentrum erkennt man die Muttergottes über der Weltkugel mit Adam und Eva. Darunter sitzen die Propheten, Ältesten und Apostel auf Wolken. Über der Szenerie schwebt Gottvater mit der Heilig-Geist-Taube und dem Christuskind. Den Übergang zum Stuckrahmen vermittelt ein gemaltes Geländer, über dem eine geschwungene Architekturmalerei aufragt. Om östlichen Rand findet sich die Signatur des ausführenden Meisters: V. Felix Rigl pinxit.
In den Ecken unter dem Hauptbild zeigen vier Bildfelder mit reichen Rocaillerahmungen die Kirchenväter, die jeweils ein Buch mit einer Inschrift halten. Die Felder über den Wandnischen illustrieren allegorische Figuren die vier damals bekannten Erdteile.
Das Chorfresko behandelt die Wunderkraft Mariae. Eine gemalte Schalendecke ermöglicht scheinbar vier größere und vier kleinere Durchblicke. In den größeren Öffnungen werden wunderbare Rettungen geschildert. Ein Arbeiter stürzt von einem Baugerüst, ein Ertrinkender wird gerettet, eine Feuersbrunst gelöscht und ein Mann aus einem Brunnen gezogen. Putten halten Spruchbänder mit erklärenden lateinischen Inschriften.
Die Laternenöffnung wird von einem, auf Holz gemalten Marienmonogramm in Wolken verdeckt. Die Rocaillekartuschen der Zwickel beinhalten braun in braun gemalte symbolische Darstellungen.

### Ausstattung
Der Hochaltar von Johann Einsle (um 1750) ist in rot-blau marmoriertem Holz ausgeführt. Seitlich ermöglichen Durchgänge den Zugang zur Sakristei. Zwei gestaffelte korinthische Freisäulenpaare flankieren die Mittelnische mit einer bekleideten Muttergottesfigur, die von der hl. Anna und dem hl. Joachim flankiert wird. Im Auszug (Oberteil) thront Gottvater auf der Weltkugel in einem Strahlenkranz.
Die beiden Seitenaltäre schuf 1781 Philipp Jakob Einsle in frühklassizistischen Formen. Die hölzernen Aufbauten sind rot-grau marmoriert. Vier korinthische Säulen tragen jeweils ein reich gestuftes Gebälk mit Vasen. Darüber werden Strahlenkränze von gestelzten Bögen getragen. Zwischen den Säulen stehen hohe Podeste mit den weiß gefassten Holzfiguren der hl. Johannes von Nepomuk (rechts) und des heiligen Joseph (links).
Die Kanzel entstand 1751 aus den Händen eines unbekannten Meisters. Der geschwungene Korb wird durch Rocaillen und Blattwerk belebt.
An der Südwand hat sich ein reicher Bestand an Votivbildern des 17. bis 19. Jahrhunderts erhalten. Das Kurzinventar von 1976 verzeichnet 72 historische Exemplare. Im Chorraum und im Kirchenschiff hängen 12 schmiedeeiserne Apostelleuchter.
Die Kirche besitzt zwei Glocken.
Die Kirche besitzt eine aus dem Jahre 1938 stammende Orgel der Firma Steinmeyer.

### Vor der Kirche
Auf dem Kirchhof stehen eine aus Bronze gearbeitete Marienstatue und ein steinerner Brunnen, welcher von einem Bobinger Steinmetz gefertigt wurde.
An der Ostwand der Kirche stehen zwei Lindenbäume, welche so alt wie die jetzige Kirche sind.